# Mecklenburgs voetbalkampioenschap
Het Mecklenburgs voetbalkampioenschap (Duits: Mecklenburger Fußballmeisterschaft) was een regionale voetbalcompetitie uit de regio Mecklenburg.
De competitie werd  georganiseerd door de Mecklenburgse voetbalbond tot 1907, daarna nam de Noord-Duitse voetbalbond het over.
De kampioen nam deel aan de eindronde om de Noord-Duitse titel, maar zonder succes. Het is niet bekend of er in 1912 een competitie gespeeld werd. Er zijn geen resultaten bekend, enkel dat Rostocker FC 1895 deelnam aan de eindronde. In 1914 organiseerde de bond één grote competitie voor Noord-Duitsland. Alle reguliere competities werden dat seizoen de tweede klasse. Waarschijnlijk werd er ook in Mecklenburg verder gespeeld, echter zijn de resultaten hiervan niet meer bekend. Tijdens de Eerste Wereldoorlog werd de competitie gestaakt. In 1919 en 1920 werd de competitie opnieuw gespeeld. Na 1920 veranderde de bond de structuren van de competities en de clubs uit Mecklenburg konden na enkele seizoenen terecht in de nieuwe competitie van Lübeck-Mecklenburg.

## Erelijst
- 1905 Schweriner FC 03
- 1906 Rostocker FC 1895
- 1907 Schweriner FC 03
- 1908 Schweriner FC 03
- 1909 Techniker FC Corso Strelitz
- 1910 Internationaler FC Rostock
- 1911 Schweriner FC 03
- 1912 Rostocker FC 1895
- 1913 Rostocker FC 1895
- 1919 Schweriner FC 03
- 1920 Schweriner FC 03

## Eeuwige ranglijst
Van 1911/12 en 1918/19 is enkel de kampioen bekend. 
| Club                        | /11 | Seizoenen (1904-1913, 1918-1920) |
| --------------------------- | --- | -------------------------------- |
| Schweriner FC 03            | 10  | 1904-1911, 1912-1913, 1918-1920  |
| Rostocker FC 1895           | 9   | 1905-1913, 1919-1920             |
| FC Vorwärts 04 Schwerin     | 7   | 1904-1909, 1910-1911, 1919-1920  |
| FC Alemannia 03 Rostock     | 6   | 1905-1911                        |
| Internationaler FC Rostock  | 6   | 1905-1911                        |
| Techniker FC Corso Strelitz | 4   | 1907-1911                        |
| FV 1906 Güstrow             | 3   | 1907-1910                        |
| Germania Wismar             | 3   | 1908-1910, 1919-1920             |
| Schweriner FC 03 II         | 1   | 1904-1905                        |
| FC Elite Wismar             | 1   | 1904-1905                        |
| FC Vorwärts 04 Schwerin II  | 1   | 1904-1905                        |
| SC 05 Wismar                | 1   | 1905-1906                        |
| Germania Rostock            | 1   | 1906-1907                        |
| FC 1900 Warnemünde          | 1   | 1907-1908                        |
| VfB Schwerin                | 1   | 1912-1913                        |
| SpVgg Rostock               | 1   | 1912-1913                        |
| Rasensport Rostock          | 1   | 1919-1920                        |
| MTV Güstrow                 | 1   | 1919-1920                        |
| Rostock 1860                | 1   | 1919-1920                        |

1904/05 · 1905/06 · 1906/07 · 1907/08 · 1908/09 · 1909/10 · 1910/11 · 1911/12 · 1912/13 · 1918/19 · 1919/20